# 瀋陽儀錶科學研究院
瀋陽儀表科學研究院（英語：Shenyang Academy of Instrumentation Science），中國機械工業集團有限公司屬下機構，是在1961年成立，主要業務所有电器及仪器仪表等产品的开发、生产和销售，現任董事長庞士信。
總部位於沈阳市大东区北海街242号。
1999年，被中國機械工業集團有限公司收購本集團，已被中國國務院批准。